# 伦敦邮政铁路
倫敦郵政鐵路（英語：The Post Office Railway），自1987年起又名信件鐵路，是倫敦軌距2英尺（610毫米）的窄軌無人駕駛鐵路。這條鐵路的建造受到芝加哥隧道公司啓發，並由英國郵政總署在倫敦地下電氣鐵路公司協助下建成，用於運送信件往返各個郵件分揀中心。它於1927年落成啓用，並一直使用直至2003年停用。在2017年9月，此鐵路隨著倫敦郵政博物館的開幕而重新運作，成為觀光鐵路。

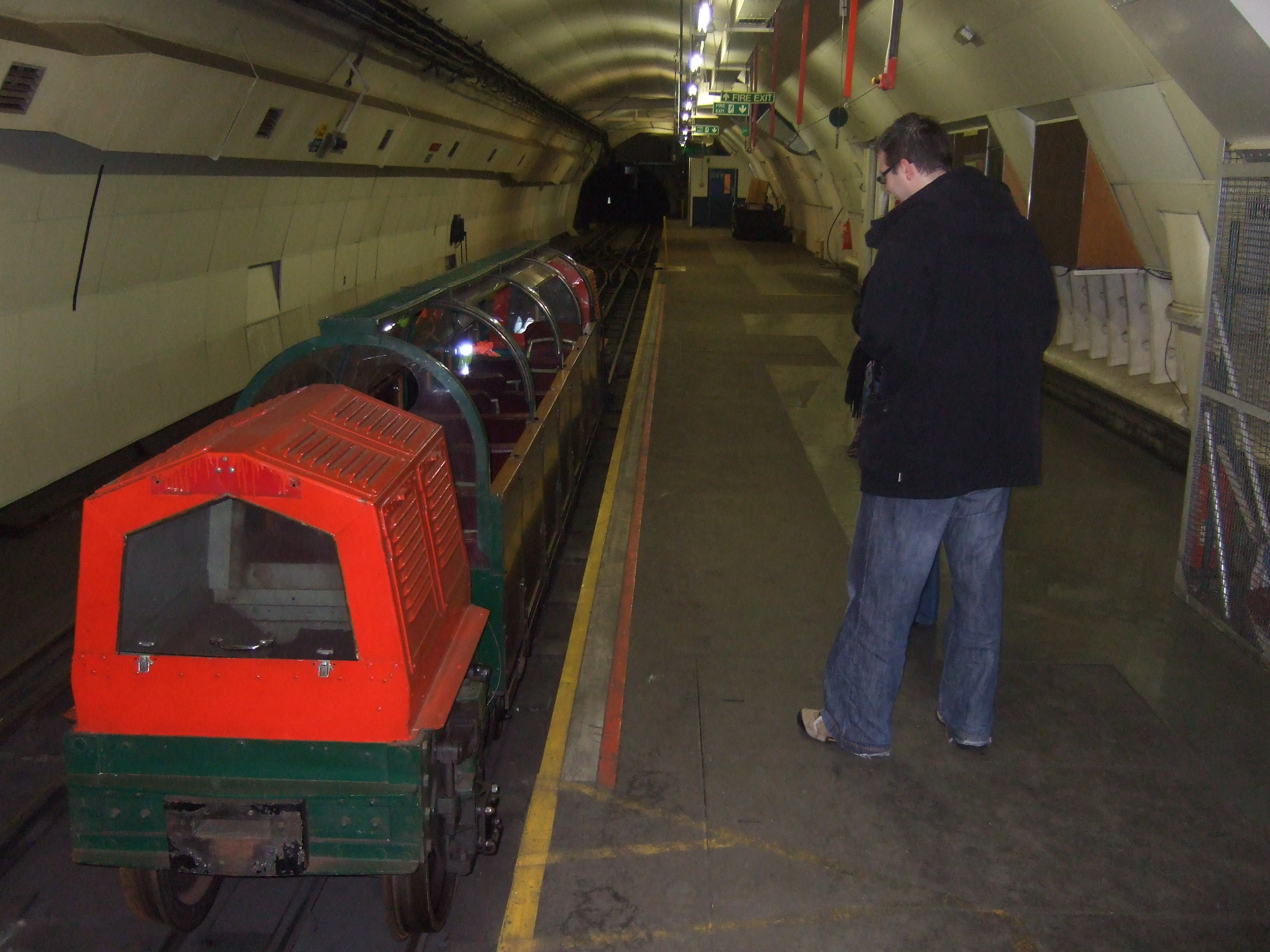
郵政鐵路列車

## 地理位置
鐵路由西面的帕丁頓最高區域郵件分揀中心出發，往東6.5英里（10.5）直至位於白教堂東部最高區域郵件分揀中心為止。鐵路共有8個車站，其中面積最大的車站為芒特普莱森特站。但由於區域郵件分揀中心陸續搬遷，故直至2003年為止，僅有3個車站仍然維持運作。 

## 使用車輛
第一型列車於1926年隨鐵路啟用而投入服務。而所有列車均以電力驅動。

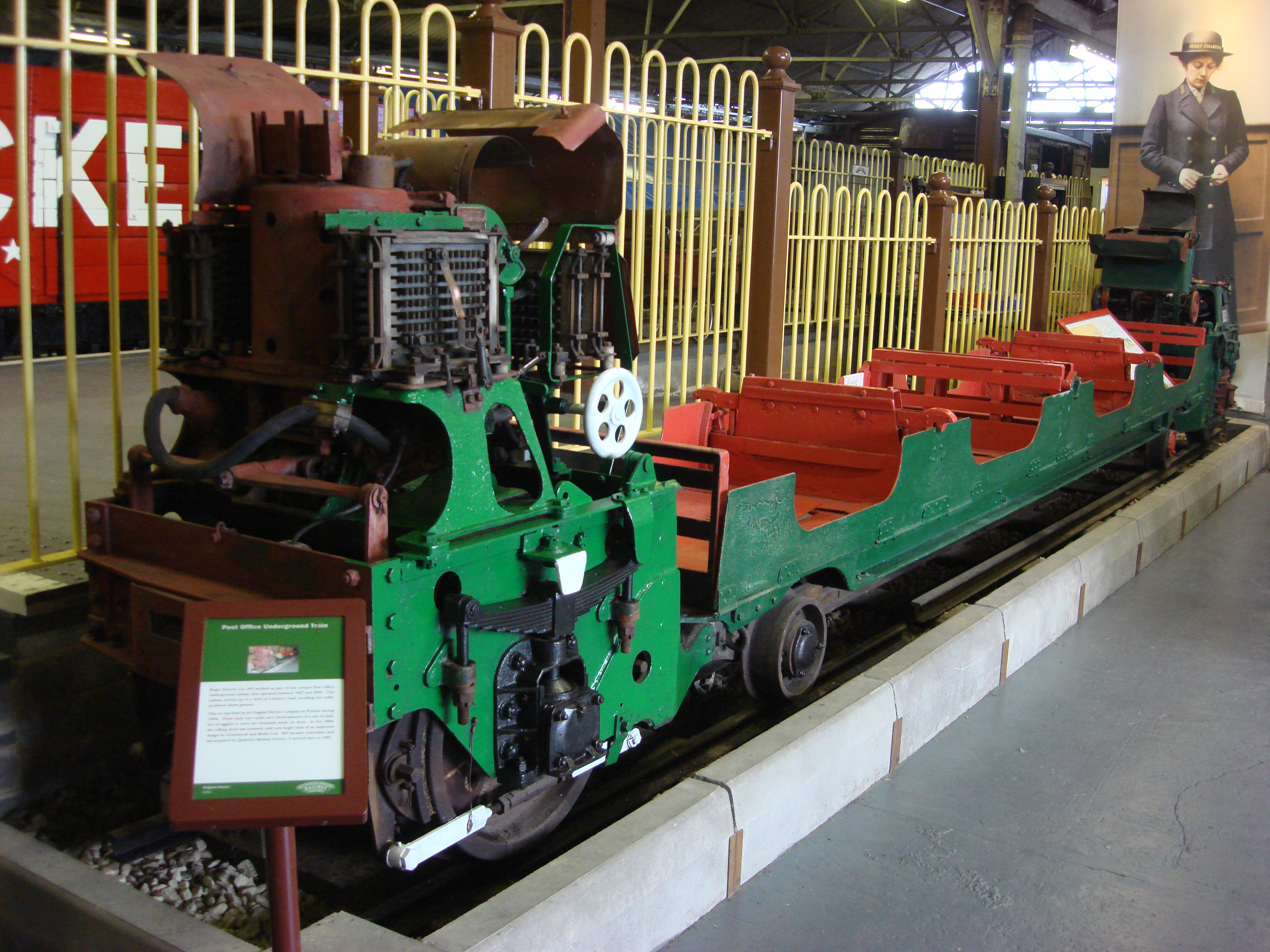
白金漢郡鐵路中心展示的1930型列車No.803號車

### 電力機車
- 倫敦郵政鐵路1926型電力機車

### 電動列車
- 1927型 — 首型列車
- 1930型 & 1936型 — 替換1927型列車
- 1962型 — 原型車
- 1980型 — 用以替換舊型列車

一些車輛在退役後，被朗塞斯頓蒸氣鐵路保存

## 歷史

### 用作郵政運輸
1911年，一個有關興建一條61⁄2英里（10.5）長，由帕丁頓至白教堂的地下鐵路計劃被提上日程，以服務線路上途徑的各郵件分揀中心，減少因路面交通擠塞造成的派遞延誤。 建造隧道的工程合約由J Mowlem & Co.工程公司投得。隧道建設工程由1915年2月動工，並使用潛盾隧道技術。在建設車站時，也有部分使用人手挖掘以連接不同隧道路段。
鐵路主線的隧道直徑9-英尺（2.7-）並鋪設雙軌。在車站的前後，線路會分開為兩條直徑7-英尺（2.1-），鋪設單軌的隧道。這兩條隧道會通往兩條平行，直徑25-英尺（7.6-）的車站隧道。主線隧道深度約為地下70英尺（21）。車站通常位於較淺層的位置，故車站前後的路段均有約1：20的斜度，用以協助進站列車減速及輔助出站列車加速。這個設計也減少了由地底運送郵件至地面的距離。在牛津圓環一帶，郵政鐵路隧道與倫敦地鐵貝克盧線隧道相近。而在2018年Selfridges大樓的翻新工程中，亦發現郵政鐵路下穿這棟大樓的地底。

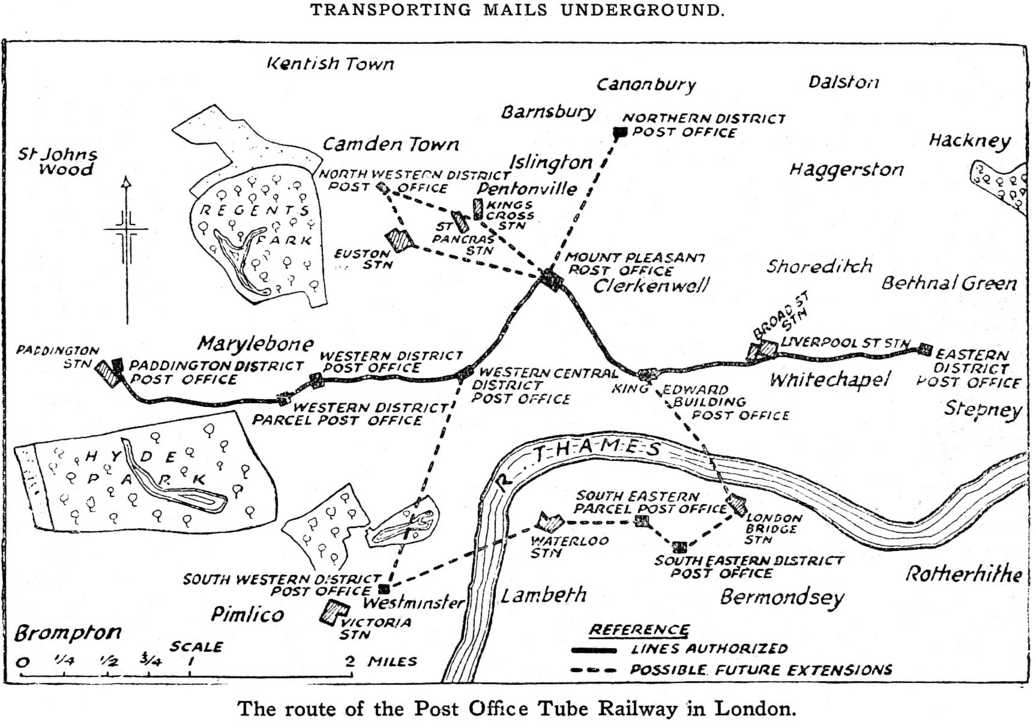
倫敦郵政鐵路路線圖

1917年，勞工和建築材料的短缺不得不使工程暫時停工。1924年6月，軌道鋪設工程正式展開。在1927年2月， 來往帕丁頓與西部中央區域郵件中心的一段鐵路通車並用作訓練。直至1927年年底，這條鐵路已被應用於運送當年的聖誕包裹，而信件運輸則於1928年2月開始。
1954年，涉及興建支線以連接位於Rathbone Place的新建西部區域郵件中心的一系列計劃被提上日程，並於1958年建成。這些新車站直1965年8月3日, 才由時任郵政總長托尼·本主持啟用。一些未有使用的隧道被用作儲物用途，當中的部分隧道更是已鋪設軌道的。
在1987年，為慶祝郵政鐵路通車60週年，鐵路更名為郵件鐵路（英語：Mail Rail）。同時，列車也被重新設計，加入符合空氣動力學的車體設計。

### 關閉停用
皇家郵政於2003年4月透過新聞稿證實鐵路將會在該年5月底關閉封存。皇家郵政在之前已表明鐵路運輸的營運成本比公路運輸高達5倍。通訊行業從業者工會估計其實際成本為公路運輸的大約3倍。但該會同時指出，這是由於現行政策僅使用了鐵路運力的三分之一，加上皇家郵政執意關閉鐵路的結果，並指這項政策的值得商榷。一份來自大倫敦政府的地方政府報告指出「鐵路平均每天運輸四百萬封郵件」，並批評鐵路的停運將會為路面增加每星期80架次的貨車，故支持郵政鐵路的持續經營。但鐵路最終仍於2003年5月31日關閉停運。
在2011年4月，一個名為「Consolidation Crew」的城市探險組織發布了一系列其非法進入郵政鐵路隧道拍攝的照片。照片和文字顯示大部鐵路設施的狀況仍然大致良好。而在之後，作為郵政博物館開幕前的前期公共關係工作，一些媒體陸續獲准進入鐵路進行拍攝。更多的鐵路設施因而曝光。
劍橋大學的一個團隊接管了郵政鐵路其中一少段鄰近利物浦街站，已停用的路段。在建的橫貫鐵路在此路段下方約兩米通過。團隊在此開展展了一項有關倫敦地下鐵路常見的舊有鑄鐵管道對建設新隧道時造成的地質與泥土變動的抵抗能力的研究。團隊利用多部數碼相機、布里淵散射技術、雷射掃描等設備，實時監測隧道內的情況及舊有建築物料的狀態。同時，更可以對建築工程造成的危險泥土結構變動發出預警。

### 保育與重開

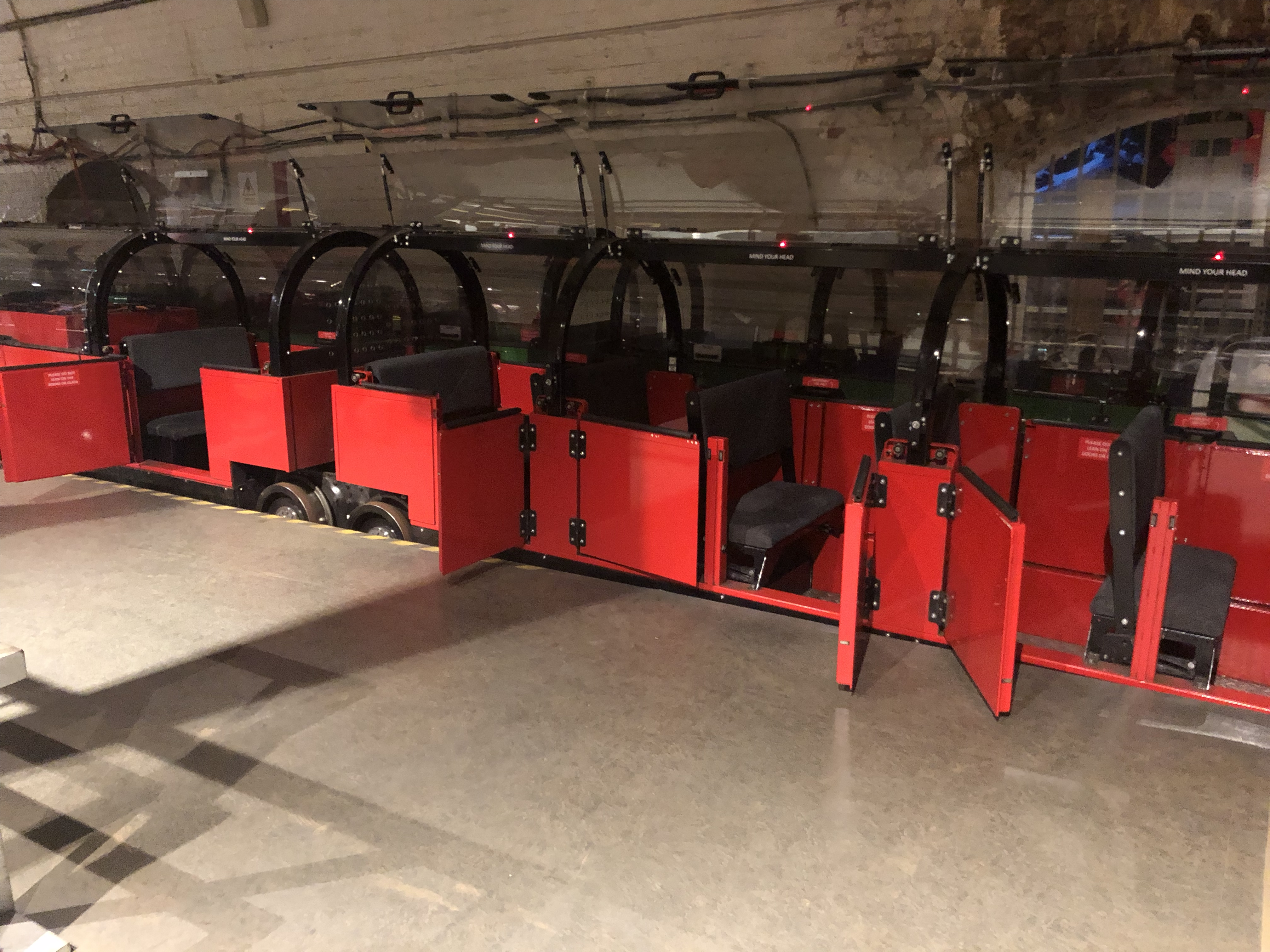
郵政鐵路上的觀光列車

2013年10月郵政博物館宣佈其打算開放郵政鐵路的部分路段予公眾參觀。 2014年，在得到伊靈斯頓自治市議會的批准後，新博物館的建設和郵政鐵路的復修工作得以開始。特別設計的觀光列車在2016年末運抵。在2017年年中，鐵路的具體營運計劃出爐。計劃中，觀光列車以環線形式運作，在芒特普萊森車廠下方通過，預計每趟車將運行15分鐘。而博物館最終於該年9月5日開幕。
在觀光列車的首年營運中（2017–2018）， 觀光列車共開行9,000趟，總里程達6,213英里（10,000），並接待了198,000名訪客。

## 类似的铁路
1910年德國慕尼黑有一條450米長的隧道連接慕尼黑中央車站以及鄰近的郵局。隧道在第二次世界大戰受損毀，及後在1948年重建，1966年連接慕尼黑地鐵。1988年中止服務。
瑞士在1927年和1937-1981年間，在琉森和蘇黎世分別各建了一條地下郵政鐵路。

## 延伸阅读
- Bayliss, Derek A. . Sheffield: Turntable Publications. 1978. ISBN 0-902844-43-1.
- (PDF). British Postal Museum & Archive.   [2010-09-30]. （原始内容 (PDF)存档于2008-07-05）.
- . The Post Office Electrical Engineers' Journal. July 1928, 21 (2): 147–154.
- Mackay, A.C. . The Post Office Electrical Engineers' Journal. April 1966, 59 (1): 12.
- Finden, R.E; Piqué, P; Kettridge, K. . British Telecommunications Engineering. January 1984, 2 (4): 256.